# Доналдс (Јужна Каролина)
Доналдс (енгл. Donalds) град је у америчкој савезној држави Јужна Каролина.

## Демографија
По попису из 2010. године број становника је 348, што је 6 (-1,7%) становника мање него 2000. године.
| Група             | 2000.       | 2010.       |
| Белци             | 294 (83,1%) | 286 (82,2%) |
| Афроамериканци    | 53 (15,0%)  | 48 (13,8%)  |
| Азијати           | 0 (0,0%)    | 2 (0,6%)    |
| Хиспаноамериканци | 7 (2,0%)    | 5 (1,4%)    |
| Укупно            | 354         | 348         |